# Agnes Kant
Agnes Catharina Kant (20 de enero de 1967 (58 años) es una política neerlandesa retirada del Partido Socialista (SP).
Fue miembro de la Cámara de Representantes de los Estados Generales (MP) de 1998 a 2010. También dirigente parlamentaria en la Cámara de Representantes desde el 20 de junio de 2008 hasta el 4 de marzo de 2010. Después de padecer pérdidas importantes en las elecciones municipales de marzo de 2010,  dio un paso atrás del grupo parlamentario y anunció no ser candidata a reelección en las venideras elecciones nacionales.

## Obra

### Algunas publicaciones
- 1997 - General practice-based call system for cervical cancer screening, attendance rate, participation of women with higher risk and quality assurance, proefschrift, samen met B.Th.H.M. Palm.[4]

- 2001 – Ongemakkelijke minnaars; pleidooi voor een scheiding van tafel en bed, samen met Ineke Palm en Ronald van Raak, over de relatie tussen medisch-wetenschappelijk onderzoek en de farmaceutische industrie.[5]

- 2003 - Meer zorg met minder bureaucratie: 10 voorstellen tegen het georganiseerde wantrouwen in de zorg, samen met Ineke Palm, 2003, 90 p. Wetenschappelijk Bureau SP - Rotterdam.